# Mamey
För andra betydelser, se Mamey (olika betydelser).
Mamey (Mammea americana) är en frukt som till formen liknar avokado, men är större och har skrovligt och hårt ljusbrunt skal, rödrosa krämigt fruktkött och en mörkbrun eller svart stor kärna. Den växer i subtropiska delar av Mexiko och Centralamerika. Frukten används som läkemedel mot Tungiasis.[källa behövs]